# Mahyadi Panggabean
Mahyadi Panggabean (ur. 8 stycznia 1982 w Tapanuli) – piłkarz indonezyjski grający na pozycji obrońcy lub pomocnika.

## Kariera klubowa
Karierę piłkarską Panggabean rozpoczął w klubie Persepsi Sibolga, a następnie był też zawodnikiem młodzieżowej drużyny klubu PSTT Tapanuli Tengah. W 2001 roku przeszedł do PSMS Medan. W jego barwach zadebiutował w indonezyjskiej pierwszej lidze. W 2007 roku wywalczył z PSMS wicemistrzostwo Indonezji. W 2008 roku zmienił klub i odszedł z PSMS do Persiku Kediri. Następnie grał w Sriwijaya FC i Persegres Gresik United, a w 2015 przeszedł do Persela Lamongan.

## Kariera reprezentacyjna
W reprezentacji Indonezji Panggabean zadebiutował 17 listopada 2004 roku w wygranym 3:1 meczu eliminacji do Mistrzostw Świata 2006 z Turkmenistanem. W 2007 roku został powołany przez selekcjonera Iwana Kolewa do kadry na Puchar Azji 2007. Na tym turnieju rozegrał jedno spotkanie, z Bahrajnem (2:1).